# 未知evolution
『未知evolution』（みちエボリューション）は、FLiPの1枚目のアルバムである。

## 内容
既存のアルバム収録曲とシングル収録曲を2曲ずつ収録した初のフルアルバムは宮城佐野香、長堂祐子が初めて作詞を担当した曲を収録した。初回盤のみDVD付き。

## 収録曲
1. Oh Darling!
作詞：いしわたり淳治　作曲：渡名喜幸子　編曲：いしわたり淳治・FLiP
2. カートニアゴ
作詞：いしわたり淳治　作曲：渡名喜幸子　編曲：いしわたり淳治・FLiP
3. 雨の女
作詞：いしわたり淳治・宮城佐野香　作曲：FLiP　編曲：いしわたり淳治・FLiP
4. ナガイキス
作詞：いしわたり淳治・渡名喜幸子　作曲：渡名喜幸子　編曲：いしわたり淳治・FLiP
5. ユレウタ
作詞：いしわたり淳治・渡名喜幸子　作曲：渡名喜幸子　編曲：いしわたり淳治・FLiP
6. す・て・きReaction
作詞：いしわたり淳治・宮城佐野香　作曲：FLiP　編曲：いしわたり淳治・FLiP
7. 革命前夜
作詞：いしわたり淳治・長堂祐子　作曲：FLiP　編曲：いしわたり淳治・FLiP
8. ライラ
作詞・作曲：渡名喜幸子　編曲：いしわたり淳治・FLiP
9. Butterfly
作詞：いしわたり淳治・渡名喜幸子　作曲：渡名喜幸子　編曲：いしわたり淳治・FLiP
10. 叱って
作詞：いしわたり淳治・渡名喜幸子　作曲：渡名喜幸子　編曲：いしわたり淳治・FLiP
11. カザーナ
作詞：いしわたり淳治・渡名喜幸子　作曲・編曲：いしわたり淳治・FLiP
12. 平成ジュラシック
作詞：いしわたり淳治・宮城佐野香　作曲：FLiP　編曲：いしわたり淳治・FLiP
13. 茜
作詞：いしわたり淳治・渡名喜幸子　作曲：渡名喜幸子　編曲：いしわたり淳治・FLiP